# Вадо Лигуре
Ва̀до Лѝгуре (на италиански: Vado Ligure; на лигурски: Voæ, Вое) е пристанищно градче и община в Северна Италия, провинция Савона, регион Лигурия. Разположено е на брега на Лигурско море, на лигурското Западно крайбрежие. Населението на общината е 8170 души (към 2011 г.).